# Fosforylchloride
Fosforylchloride of fosforoxychloride is een toxische, aan lucht sterk rokende vloeistof. Formeel gezien is de stof het drievoudig zuurchloride van fosforzuur. Het is een belangrijke grondstof in de chemische industrie.

## Synthese
Er zijn verscheidene mogelijkheden voor de bereiding van fosforylchloride. De meeste gaan uit van fosfortrichloride of fosforpentachloride.
Fosforylchloride wordt industrieel onder andere bereid door het inblazen van zuurstofgas in vloeibaar fosfortrichloride. Dit is een sterk exotherme reactie:
{\displaystyle {\ce {2PCl3 + O2 -> 2POCl3}}}
Fosforylchloride wordt ook bereid door dichloor en koolstofmonoxide over calciumfosfaat bij hoge temperatuur (350°C) te leiden:
{\displaystyle {\ce {2Ca3(PO4)2 + 9Cl2 + 6CO -> 4POCl3 + 6CaCO3}}}
De reactie van zwaveldioxide, dichloor en fosfortrichloride levert fosforylchloride en thionylchloride:
{\displaystyle {\ce {PCl3 + SO2 + Cl2 -> POCl3 + SOCl2}}}
De reactie van fosforpentachloride met zwaveldioxide levert eveneens fosforylchloride en thionylchloride:
{\displaystyle {\ce {PCl5 + SO2 -> POCl3 + SOCl2}}}
Verder kan fosforylchloride bereid worden door reactie van fosforpentachloride met boorzuur of oxaalzuur:
{\displaystyle {\ce {3PCl5 + 2H3BO3 -> 3POCl3 + B2O3 + 6HCl}}}
{\displaystyle {\ce {PCl5 + (COOH)2 -> POCl3 + 2HCl + CO + CO2}}}
Fosforpentachloride kan ook met fosforpentoxide omgezet worden in fosforylchloride:
{\displaystyle {\ce {3PCl5 + P2O5 -> 5POCl3}}}
Fosforpentachloride vormt door hydrolyse in water ook fosforylchloride:
{\displaystyle {\ce {PCl5 + H2O -> POCl3 + 2HCl}}}
Deze reactie is echter moeilijk te controleren: in een overmaat water gaat ze verder tot volledige hydrolyse van het pentachloride tot fosforzuur en waterstofchloride:
{\displaystyle {\ce {PCl5 + 4H2O -> H3PO4 + 5HCl}}}
Fosforylchloride kan ten slotte ook bekomen worden door kaliumchloraat voorzichtig toe te voegen aan fosfortrichloride:
{\displaystyle {\ce {3PCl3 + KClO3 -> 3POCl3 + KCl}}}

## Toepassingen
Fosforylchloride is een veel gebruikt chloreermiddel bij organische reacties.
Het wordt gebruikt voor de productie van organofosforverbindingen, die tot vlamvertragers, hydraulische vloeistoffen, smeermiddelen, kunststofadditieven zoals weekmaker, en insecticiden verwerkt worden. Omdat ze ook zou gebruikt kunnen worden voor de productie van zenuwgas is de export van de stof aan strenge controle onderworpen.
In de Bischler-Napieralski-reactie doet de stof dienst als dehydrator.
De reactie met alcoholen, die exotherm is, levert fosfaatesters:
{\displaystyle {\ce {POCl3 + 3ROH -> R3PO4 + 3HCl}}}
Dit soort reacties is, vooral in het geval van aromatische alcoholen (zoals fenolderivaten), industrieel van belang.

## Eigenschappen en reacties
Fosforylchloride ontleedt in water spontaan tot zoutzuur en fosforzuur. De reactie is exotherm en kan explosief zijn:
{\displaystyle {\ce {POCl3 + 3H2O -> H3PO4 + 3HCl}}}
De stof reageert ook hevig met alcoholen, fenolen en amines. Ze is zeer corrosief en tast veel andere materialen aan.

## Toxicologie en veiligheid
Fosforylchloride is corrosief voor de ogen, de huid en de luchtwegen. De damp is ongeveer 5 keer zo zwaar als lucht. Inademing van de damp kan longoedeem veroorzaken. Blootstelling aan hoge doses kan dodelijk zijn. De effecten kunnen met vertraging optreden. De "Recommended Exposure Limit" van NIOSH op een blootstellingsduur van 10 uur bedraagt 0,1 ppm (0,6 mg/m³). De "Acute Exposure Guideline Level" gedurende een blootstelling van 1 uur bedraagt 0,85 ppm en kan levensbedreigende gevolgen voor de gezondheid tot gevolg hebben of overlijden.